# Восточная масковая сипуха
Восточная масковая сипуха (лат. Phodilus badius) — вид хищных птиц семейства сипуховых. Как и практически все остальные совы, ведёт ночной образ жизни. В прошлом из-за недосточной изученности Африканская масковая сипуха (Phodilus prigoginei) считалась тем же видом, что и Phodilus badius, но в дальнейшем эти виды разделили.

## Ареал
Обитает в Непале, Сиккиме, Ассаме (побережье реки Брахмапутра), с востока на север вдоль Китая, на юг через Малайский полуостров к Большим Зондским островам; также была замечена в районе Филиппин (остров Самар).

## Внешний вид
Размер 23—29 см. Клюв жёлтый. Оперение каштановое золотое на верхней стороне и на нижней стороне бело-розовое с коричневыми пятнами. Оперение лицевой маски светло-коричневое. Ведёт охоту среди густой растительности, о чём свидетельствуют короткие крылья и длинный хвост.

## Подвиды
Выделяют четыре подвида:
- P.b. badius (Horsfield, 1821). Найден на Малайском полуострове, на севере Таиланда, на островах Суматра, Ниас, Ява, Бали, Борнео, а также на острове  Самар в Филиппинах (одно упоминание). Длина крыльев — 207-215 мм, хвоста — 79-90 мм.
- P.b. saturatus. Замечен в Непале, Сиккиме, Бутане, на севере Ассама и в южной части реки Брахмапутра, в Нагаленде, Манипуре, Бирме, Северном Таиланде, Камбодже, Вьетнаме и Тонкине. Многочисленный подвид. Нижняя часть тела — с розоватым отливом, верхняя часть каштанового цвета, с редкими пятнами. Длина крыльев — 210-230 мм, хвоста — 92-102 мм[2]
- P. b. arixuthus Oberholser, 1932
- P.b. parvus. Обитает на острове Белитунг и на юго-востоке Суматры. Редкая птица, изучена только по восьми музейным образцам. Длина крыльев — 172-188 мм[2]